# Диљски партизански одред
Диљски народноослободилачки партизански (НОП) одред је био партизанска јединица у саставу Народноослободилачке војске и партизанских одреда Југославије током Другог светског рата у Хрватској.

## Историјат
Формиран је 29. јуна 1943. код села Боројеваца на Диљ-планини од Диљског батаљона и нових бораца, са око 370 бораца организованих у два батаљона. Од 1. новембра 1943. дејствовао је у саставу Источне групе НОП одреда 6. корпуса на подручју бродског и осјечког округа. Прва акција Диљског одреда био је напад на усташе у селу Мартинцирна 4. јула. Од тада до краја септембра нападао је непријатељске посаде у селима: Бродска Варош, Кошка, Стари Перковци, Канижа, Лаповци, Сикиревци, Горјани и Стари Микановци, као и на железничким станицама Доња Врба и Лужани. Изводио је диверзије на пругама Нашице-Осијек, Брод-Батрина-Славонска Пожега и Београд—Загреб у рејону Брода. Одред је помагао становништвуу прикупљању летине, а уништио је 52 вршалице и спалио велике количине жита намењеног непријатељу. Јаке борбе Диљског одреда је водио од 27. до 29. септембра против 2. усташког здруга и делова немачке 187. резервне дивизије на Диљ-планини. У међувремену, Одред је бројно ојачао и у септембру је имао преко 1000 бораца, па су 29. септембра из његовог састава издвојена три батаљона за формирање Бродске бригаде, 1. марта 1944. део бораца за формирање Осјечке бригаде, а 28. септембра 400 бораца за формирање 4. бригаде 12. дивизије. Са просечним бројним стањем од око 400 бораца, Диљски одред је вршио диверзије на комуникацијама, дејствовао из заседа и повремено садејствовао у нападима јединица 12. и 28. славонске дивизије. Формирање Диљског одреда и његова дејства имали су великог значаја за масовно окупљање народа око платформе НОП у рејону Ђакова, Жупање и Посавине; кроз Диљски одред је у НОР прошло неколико хиљада бораца. Расформиран је 21. априла 1945.